# Start Again (Conrad Sewell)
Start Again è un singolo del cantautore australiano Conrad Sewell, pubblicato nel 2015 ed estratto dall'EP All I Know.

## Tracce
- Download digitale

1. Start Again – 3:37